# Clark (cràter)
|  | No s'ha de confondre amb Clark (cràter marcià). |

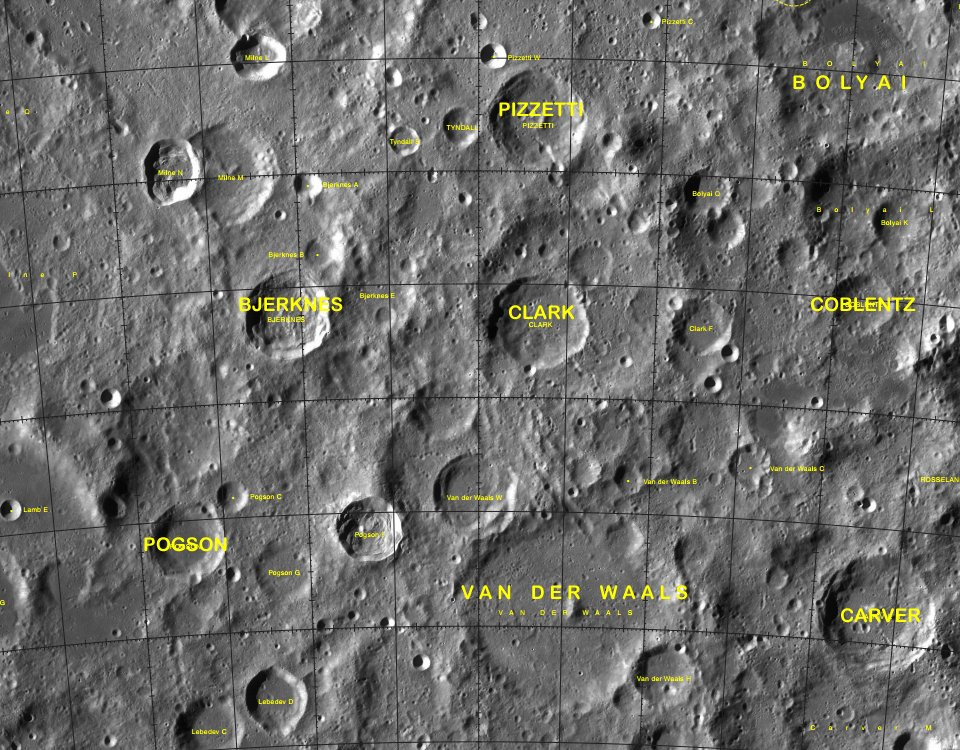
Localització de Clark (LRO)

Clark és un cràter d'impacte a l'hemisferi sud de la cara oculta de la Lluna; a mig camí entre la plana emmurallada cap al sud del cràter de major grandària Van der Waals i el cràter Pizzetti de grandària similar, situat al nord. Es diu així per l'astrònom i fabricant de telescopis nord-americà Alvan Clark i del seu fill Alvan Graham Clark.
Clark té una paret interior estreta i, per tant, un àmplia plataforma interior. La vora és més o menys circular, però erosionada en alguns llocs. Un petit cràter es troba a l'altre costat de la ribera sud, i una altra parella de petits cràters se situa al llarg de la cresta nord-est. Hi ha una lleugera corba cap a fora al llarg del brocal en el costat oest-sud-oest. El sòl del cràter està marcat per una sèrie de petits cràters, però d'altra banda, manca relativament de trets distintius, i no presenta un pic central.
Per convenció aquests elements són identificats en els mapes lunars posant la lletra en el costat del punt mitjà del cràter que està més prop de Clark.
|       | \| Clark \| Coordenades \| Diàmetre \| \| ----- \| -------------------------------------- \| -------- \| \| F \| 38° 24′ S, 122° 30′ E / 38.4°S,122.5°E \| 27 km \| |          |
| Clark | Coordenades | Diàmetre |
| F     | 38° 24′ S, 122° 30′ E / 38.4°S,122.5°E | 27 km    |